# Eriopyga jamaicensis
Eriopyga jamaicensis är en fjärilsart som beskrevs av George Francis Hampson 1905. Eriopyga jamaicensis ingår i släktet Eriopyga och familjen nattflyn. Inga underarter finns listade i Catalogue of Life.